# César (sculpteur)
Pour les articles homonymes, voir César.
César Baldaccini [baldatʃini], dit César, est un sculpteur français né le 1er janvier 1921 à Marseille (Bouches-du-Rhône) et mort le 6 décembre 1998 à Paris 7e.
Il fait partie du mouvement des Nouveaux réalistes, né en 1960. Il est également le créateur du trophée en bronze de la cérémonie des César du cinéma français et du trophée du concours de cuisine le Bocuse d'or, abandonné depuis au profit d'une statue du cuisinier.

## Biographie

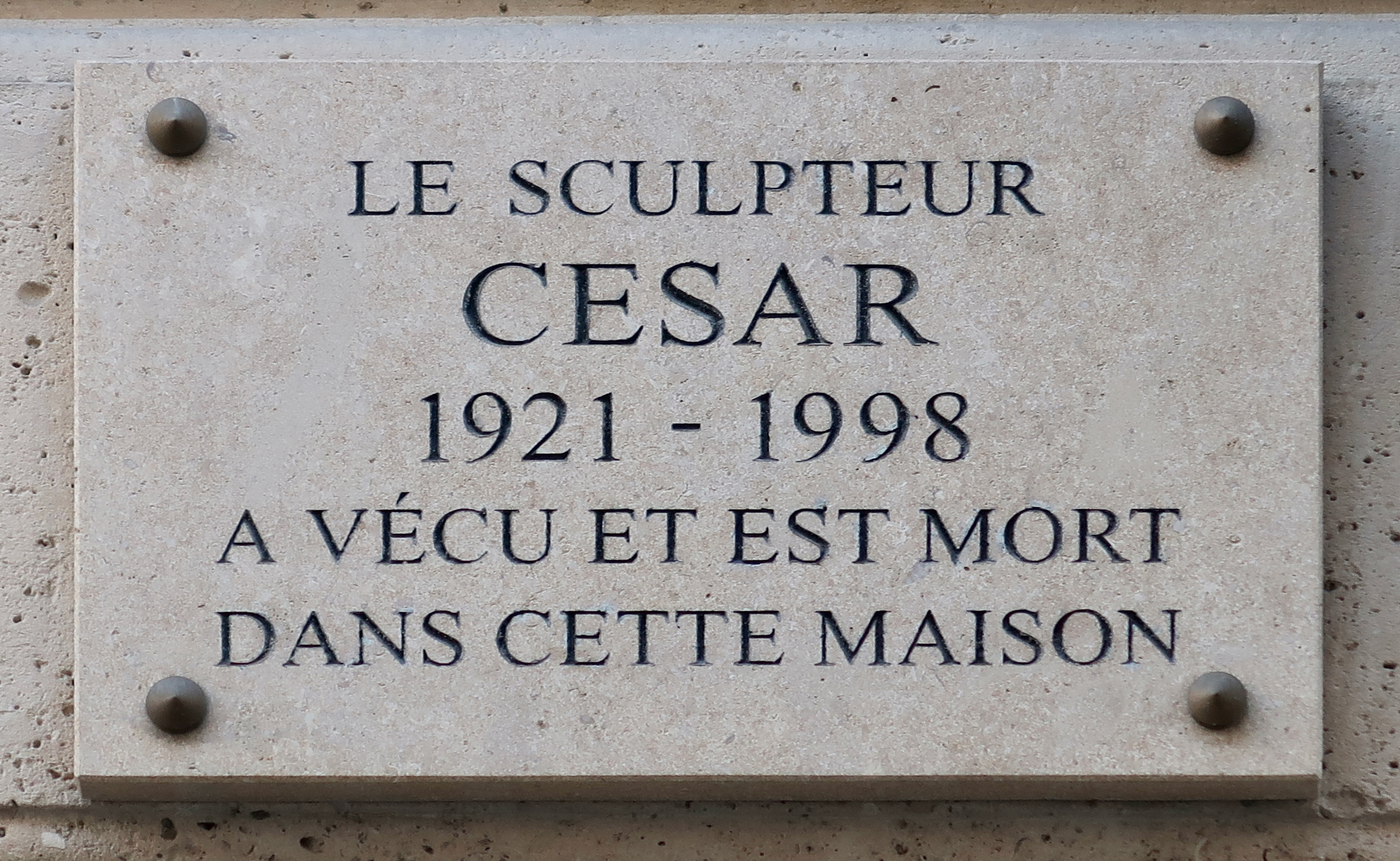
Plaque 9 rue de Grenelle (7e arrondissement de Paris), où il vécut et où il est mort.

Ses parents, Omer et Lelia Baldaccini, italiens d’origine toscane, tenaient un bar à Marseille où César est né, avec sa sœur jumelle Amandine, en 1921 dans le quartier populaire de la Belle-de-Mai, au no 71 de la rue Loubon, dans le 3e arrondissement. « Je suis fondamentalement un autodidacte absolu », dira-t-il. À l'époque, il dessine et bricole des carrioles pour son petit frère avec des boîtes de conserve. Néanmoins, après avoir d'abord travaillé chez son père (il aide également un voisin charcutier pour un maigre salaire après avoir quitté l'école à douze ans), il va suivre de 1935 à 1939 les cours de l'École supérieure des beaux-arts de Marseille ; en 1937, il obtient trois prix, en gravure, en dessin et en architecture.
Non mobilisable pendant la guerre (il échappe également au STO), il vit d'arnaques avant de s'installer à Paris pour être admis, en 1943, à l'École nationale supérieure des beaux-arts avec Michel Guino, Albert Féraud, Daniel David, Eugène Dodeigne et Philippe Hiquily, comme lui dans l’atelier de Marcel Gimond. En 1945, il retourne à Marseille pour épouser Maria Astruc, avec qui il monte un commerce (ils divorceront en 1959). Il revient en 1946 à Paris où il occupe un atelier dans un ancien bordel au 21 rue de l'Échaudé, dont les chambres, à la suite de la loi Marthe Richard, avaient été attribuées à des étudiants. Il y rencontre Émilenne Deschamps, qui deviendra par la suite une de ses égéries.
Devant l'impossibilité pour lui de travailler la pierre, en raison de son coût, il se tourne vers d'autres matériaux. Dès 1947, il travaille le plâtre et le fer. En 1949, il est initié à la soudure à l'arc dans une menuiserie industrielle de Trans-en-Provence et utilise le plomb en feuilles repoussées et des fils de fer soudés. En 1951, il visite Pompéi et reste marqué par les moulages des corps des habitants pris dans la lave. En 1952, il utilise des matériaux de récupération peu coûteux et réalise ses premières sculptures en ferrailles soudées : ses moyens sont alors toujours modestes. Ainsi, par manque d'argent et pour s'offrir du marbre, César va récupérer dans les décharges de ferraille les matériaux de ses premières sculptures : des tubes, des boulons, des vis qui deviennent des insectes ou se retrouvent dans les courbes puissantes de la Vénus de Villetaneuse (1962).
En 1954, il expose à la galerie Lucien Durand à Paris et obtient le prix « collabo » pour une sculpture intitulée Le Poisson, réalisée à Villetaneuse, ville où il travaillera une douzaine d'années grâce à l'aide d'un industriel local, Léon Jacques. Il acquiert la célébrité lorsque son œuvre est achetée 100 000 francs en 1955 par l'État pour le musée national d'art moderne. La même année, il expose au Salon de mai. L'année suivante, le MNAM achète Chauve-souris de 1954 et le musée d'art moderne de la ville de Paris Le scorpion de 1955. À partir de 1954 (Torse, MOMA), il réalise également des sculptures en métal soudé, puis en bronze partiellement poli, de femmes plantureuses (Ginette, 1958, Victoire de Villetaneuse, 1965).
En 1956, il participe à la Biennale de Venise puis à la Biennale de São Paulo et à la Documenta II en 1959. En 1958, il signe un contrat avec la galerie parisienne Claude Bernard. En 1961, il se rapproche de Marino di Teana et rejoint le groupe des Nouveaux réalistes, mouvement fondé par le critique d'art Pierre Restany, comprenant notamment Arman, Jean Tinguely, Niki de Saint Phalle et Gérard Deschamps.
Lorsqu'il peut s'offrir en 1957 un atelier, rue Campagne-Première à Paris, il épouse Rosine Groult-Baldaccini (rencontrée aux Beaux-Arts en 1948) avec qui il a une fille, Anna, un an plus tard. Il se met également à fréquenter le monde de la nuit.

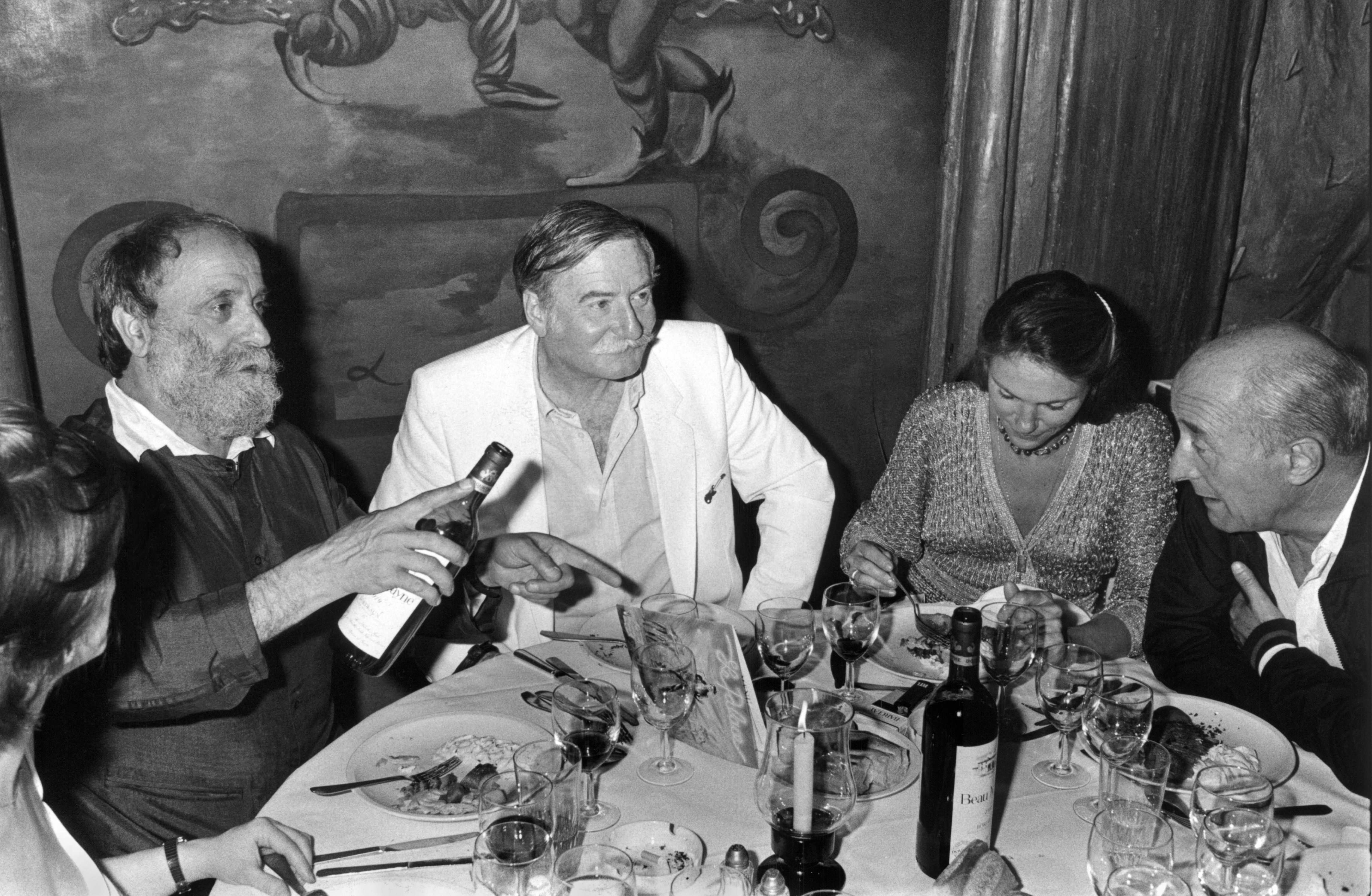
De gauche à droite : César avec Jacques Lanzmann et Michel Audiard - Le Palace (Paris) 1981.

En 1968, il crée à la Manufacture nationale de Sèvres un Cendrier en porcelaine édité en cinquante exemplaires. Réalisé en porcelaine à couverte nacrée semi-mat, il représente un moule en plâtre utilisé pour la production des pièces, et a été produit à partir d'un modèle original en aluminium. 

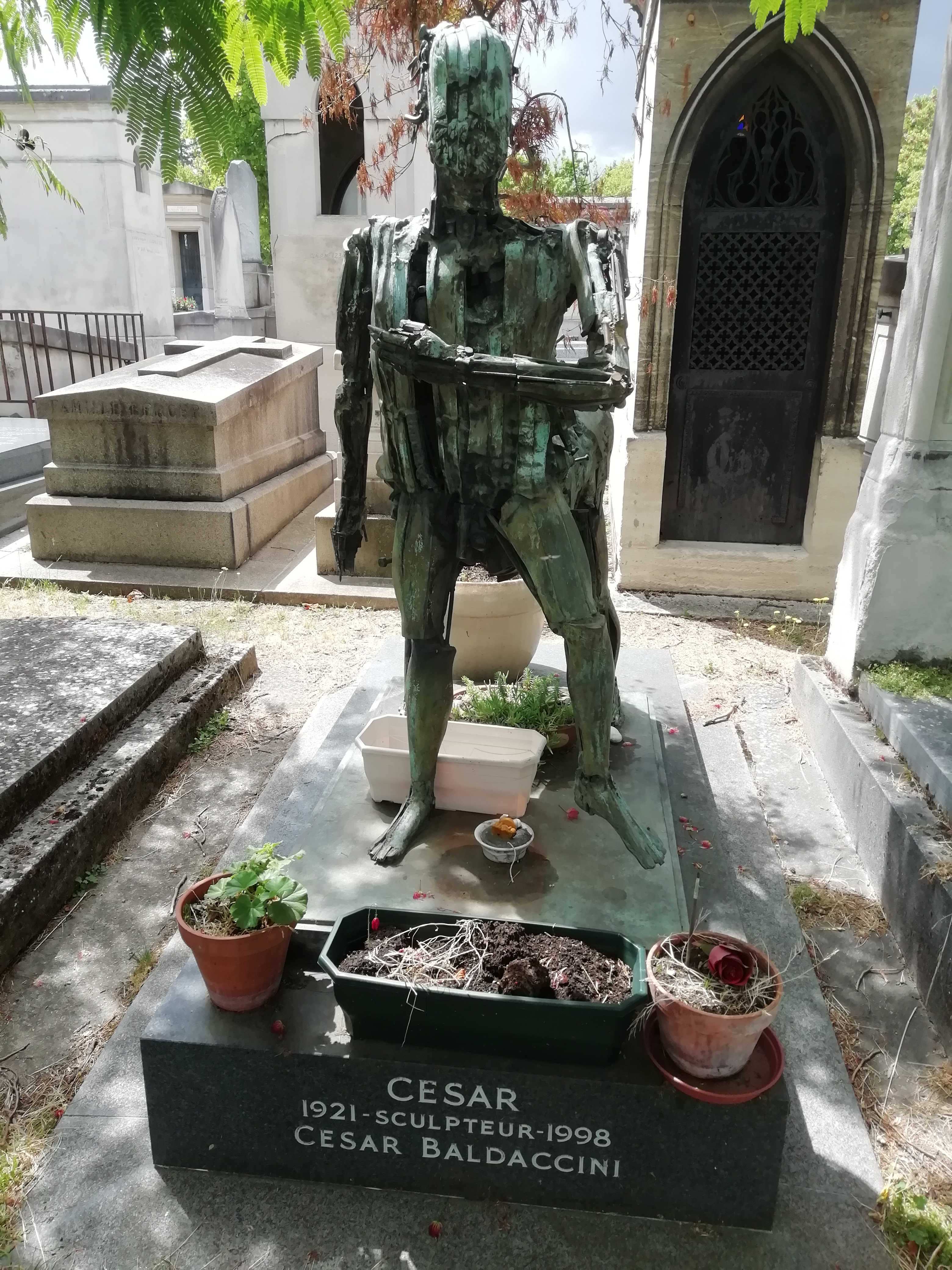
Tombe de César au cimetière du Montparnasse (division 3).

De 1970 à 1986, César devient professeur à l’École des Beaux-arts de Paris où il rencontre Ludivine Gérard, sculpteur sur pierre, avec qui il vivra et qui deviendra son égérie.
En 1971, lors d'une première au Lido, il trouve plus médiatique que lui : Salvador Dalí, le maître de l'extravagance. Il débat la même année dans Italiques avec François Truffaut, Lucien Bodard et Asher Ben-Natan.
En 1976, il est le créateur du trophée César du cinéma, récompense attribuée par les professionnels du cinéma français, pour laquelle il réalise une compression en bronze.
En 1984, César réalise son Hommage à Eiffel à Jouy-en-Josas, œuvre réalisée avec des fragments de la Tour Eiffel avec la coopération de ses assistants Jean-François Duffau et Christian Debout, et The Flying Frenchman pour la ville de Hong Kong.
Homme à la fois simple et complexe, au franc-parler méridional, il cultive son image d'éternel artisan, de soudeur et surtout de grand créateur. Les dernières années de sa vie ont été très fastes. César multiplie les expositions : grande rétrospective au Jeu de Paume à Paris en 1997, rétrospectives à Malmö, Milan, São Paulo, Mexico. César termine sa carrière par une série de portraits et d'autoportraits, face à face marquant avec la mort.
Il partage les dix dernières années de sa vie avec Stéphanie Busuttil, qui gère aujourd'hui son œuvre et est la détentrice de son droit moral.

## Postérité
Les œuvres de César sont conservées par des musées du monde entier (Musée national d'art moderne de Paris, Tate Gallery à Londres, Museum of Modern Art de New York…). L'exécuteur testamentaire de la succession est Alain-Dominique Perrin.

### Rétrospective
De son vivant, malgré sa célébrité, César resta longtemps snobé par le milieu de l'art et ne sera exposé que vingt ans après sa mort par le centre Pompidou à Paris, qui reconnaît dès lors son « apport majeur à l'histoire de la sculpture »,.

### Faux César
Le démantèlement d'un réseau de faussaires, qui a écoulé des centaines de faux César dans des galeries d'art et chez des commissaires-priseurs, a lieu en septembre 2001. Le procès des faux César en novembre 2009 aboutit à la condamnation de marchands, faussaires et intermédiaires accusés d'avoir contrefait des œuvres du sculpteur.
Le principal accusé, le faussaire Éric Piedoie Le Tiec, déjà condamné pour contrefaçons, cambriolage, conduite en état d'ivresse et trafic de drogue, écope de quatre ans de prison.

## Quelques œuvres

### LesCompressions
César assemble des tôles déformées en 1958 (Tiroir bleu). À cette occasion, il découvre chez un ferrailleur où il a l'habitude de se fournir en ferrailles pour réaliser ses sculptures soudées, une presse américaine qui comprime les carcasses de voitures pour en faciliter la manutention. La même année, il commence par aplatir une Dauphine. À partir de fin 1959, César centre son travail sur la technique de la « compression dirigée », qui devient sa marque de fabrique : à l'aide d'une presse hydraulique, il compresse divers objets sous forme de parallélépipèdes, d'abord de petit format avec des rubans de cuivre et des tôles, puis des voitures entières.
Au Salon de Mai de 1960, il expose Trois tonnes, une œuvre constituée de trois voitures compressées, qui fait scandale. Il doit cependant attendre que la galerie Mathias Fels présente ces œuvres transgressives en 1969 pour qu'elles soient reconnues par le monde de l'art. En 1961, Jean Lafont, ami de leur mécène commune Marie-Laure de Noailles, lui offre sa première voiture (une ZIM soviétique toute neuve, la seule en circulation en France), que César lui renvoie compressée, ayant perdu 90 % de son volume. D'autres automobiles vont aussi subir le même sort. Cet acte d'appropriation se veut un défi à la société de consommation et le rapproche des Nouveaux réalistes, dont il fait partie aux côtés de son ami Arman et auquel son nom est souvent associé.
En 1986, il présente à la Fondation Cartier des compressions monumentales de Peugeot 205 Turbo 16 de Jean Todt, accidentées dans des rallyes automobiles (Les Championnes). À la Biennale de Venise, il expose une montagne de compressions, œuvre monumentale intitulée 520 tonnes. En 1998, sa Suite milanaise est réalisée avec une série de voitures Fiat neuves qui, une fois compressées, sont passées dans les chambres à peinture de l'usine Fiat de Turin, aux couleurs de la gamme de l'année. Il compresse aussi toutes sortes de matériaux : tissus, papiers, et même bijoux en or que les femmes du monde lui apportent et qu'il rend compressés en cube à porter autour du cou.

### LesExpansions
En inversant l'esprit des compressions, César présente au Salon de mai en 1967 La Grande Expansion orange, réalisée en polyuréthane. À partir de 1969, il met au point une méthode permettant d'assurer une meilleure conservation de ses Expansions. Celles-ci exploitent les possibilités de ce matériau en coulées lisses et dures ; l'intervention du créateur se fait soit sur la rigidité, l'épaisseur, la coloration, soit sur les coulées (superposition ou juxtaposition) soit sur la masse figée (travail de finition sous forme de nappage, de ponçage, de laquage). Il commence à travailler le cristal en fusion ou la fonte de fer et enrobe des objets dans du plastique transparent en 1971. Dans les années 1970, il accède à une reconnaissance internationale. Désormais universellement connu, il devient un des artistes français de tout premier plan et bénéficie de très nombreuses expositions. Son œuvre Conserve expansion - Martial Raysse, 1970-1972, est conservée au Museo Cantonale d'Arte de Lugano.

### LesEmpreinteshumaines
Deux facteurs vont l'amener à se pencher sur cette problématique : tout d'abord l'invitation à participer à une exposition de groupe consacrée à La Main, de Rodin à Picasso et sa découverte de l'agrandissement pantographique.
En 1965, il présente son célèbre Pouce agrandi (1,85 mètre de haut). C'est l'empreinte de son propre pouce. À l'occasion des Jeux olympiques de Séoul (1988), il crée un Pouce en bronze de 6 mètres de haut. Cette œuvre a été la plus médiatisée et reproduite.
En 1967, il réalise six exemplaires du Sein, moulage en polyester de 82 × 193 × 266 cm réalisé à partir du sein droit d'une danseuse du Crazy Horse Saloon, qui se faisait appeler Victoria von Krupp. Un des exemplaires est conservé au Musée d'art de Toulon, un autre à la Fondation Gianadda.
Il crée Le Poing, sculpture monumentale de 7 tonnes en fonte d'acier inoxydable polie, installée sur la place d'armes au lycée militaire de Saint-Cyr à l'été 1970.

### LesFerset les animaux imaginaires

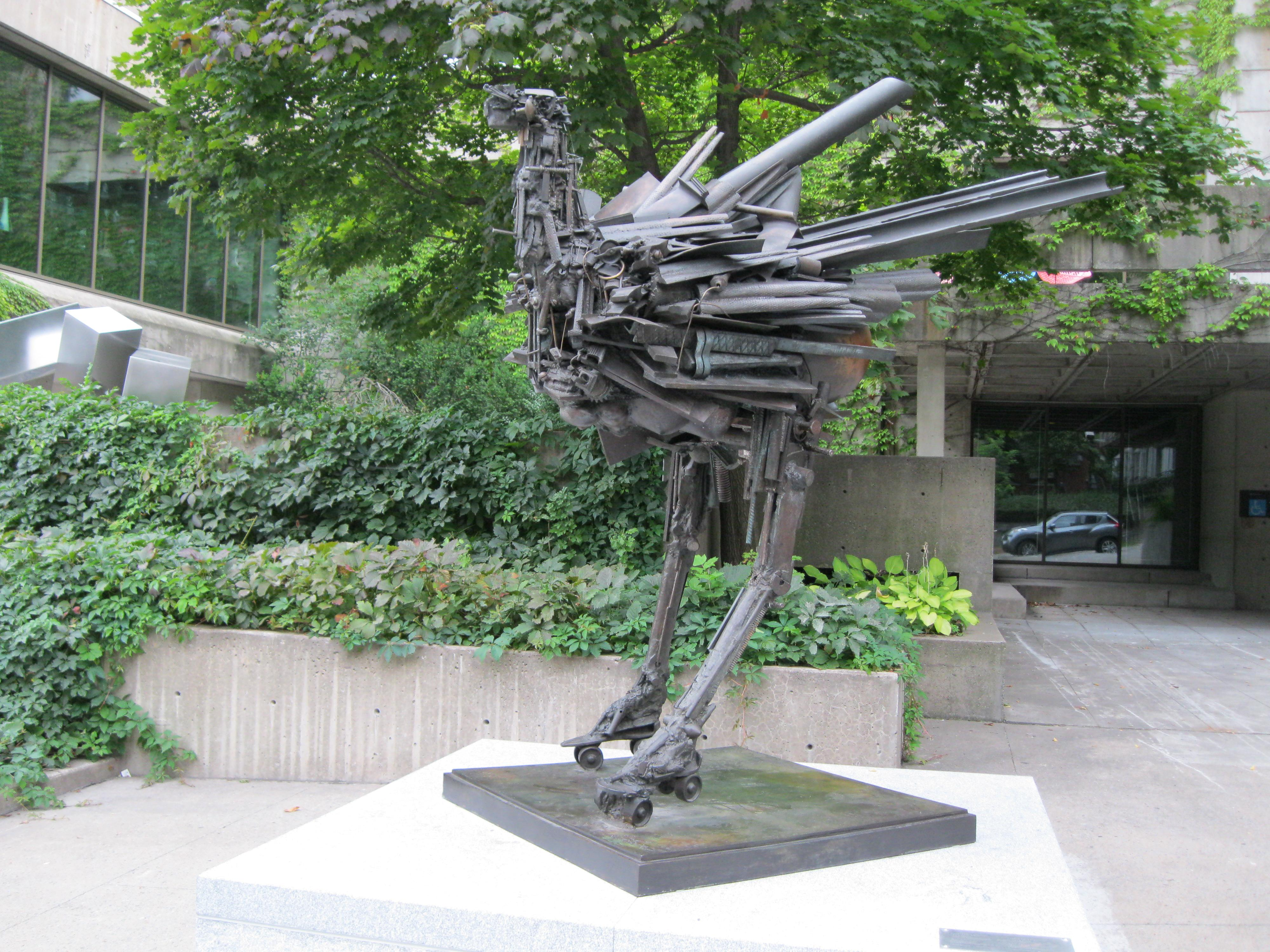
Fanny Fanny (1990), musée des beaux-arts de Montréal.

César commence dès 1949 à s'approprier la technique de la soudure à l'arc et créera plus de 300 constructions jusqu'en 1966.
En 1983, il entreprend la réalisation de son Centaure en « hommage à Pablo Picasso », sculpture de 4,70 mètres de haut, achevée en 1985. La sculpture est installée place Michel-Debré (anciennement carrefour de la Croix-Rouge) à Paris.

## Dans les collections publiques

### France
- Dole, Musée des beaux-arts
- Épinal, rue des Minimes : Liberté
- Grenoble, Musée de Grenoble : Compression de motocycle, 1970
- Grenoble, Parc Paul Mistral : la Vasque Olympique des Xèmes Jeux Olympiques d'Hiver - Grenoble 1968
- Lille, station de Métro Porte de Valenciennes : une main sortant du sol agrippe un des piliers
- Lyon, place Tolozan à côté de l'opéra de Lyon : Le Patineur
- Marseille, rond-point avenue de Hambourg près du MAC et du centre Bonneveine : Le Pouce Géant
- Marseille, Musée d'art contemporain de Marseille : Pouce, expansions, compressions, sculptures d'insectes et d'animaux
- Nice, parvis de l'Hôtel de ville : Le Pouce
- Paris, Centre national d'art et de culture Georges-Pompidou : Le Poisson « Esturgeon », Chauve-souris, Tortue, Le Diable, Bas relief, Compression « Ricard », Expansion n° 14)
- Paris, Musée d'art moderne de la ville de Paris : Le Scorpion, Facel Véga
- Paris, Cimetière du Montparnasse : sépulture de l'artiste au-dessus de laquelle a été posé Le Centaure, hommage à Picasso
- Paris, place de la Croix-Rouge à côté du Bon Marché : Le Centaure
- Paris, musée de la sculpture en plein air (jardin Tino-Rossi dans le 5e arrondissement : Marseille
- Paris, Monnaie de Paris, Portrait de Roger Bezombes, médaille
- Puteaux, La Défense : Le Pouce
- Saint-Cyr-l'École, lycée militaire : le mat du drapeau est installé sur le Poing de César
- Villetaneuse, devant la mairie Vénus de Villetaneuse

### Maroc
- Rabat, Musée Mohammed VI d'art moderne et contemporain

### Suisse
- Cologny, Parc de la mairie : Grande Rambaud)[24].
- Martigny, Fondation Gianadda, dans le parc de sculptures : Sein et Grand Pouce ; dans les collections : Compression d'automobile Volvo

#### Ouvrages
- Jean-Charles Hachet, César ou les métamorphoses d'un grand art, Éditions Varia, 1990
- Otto Hahn, Les Sept Vies de César, Éditions Favre, 1988
- Marc Petitjean et Bernard Blistène, César, Collection Mémoire, 1994
- Pierre Restany, César, Paris, 1988

#### Catalogues
- César, œuvres de 1947 à 1993, Musées de Marseille, 1993
- César : catalogue raisonné, Vol I (1947-1964), Denyse Durand-Ruel, Éditions de la Différence, 1994.
- César, Paris, Galerie nationale du Jeu de Paume, 1997

### Filmographie
- César, film de Marc Petitjean avec la participation de Bernard Blistène, 1993, 45 min, une production Terra Luna Films et le Centre Pompidou. Édition RMN.
- César, sculpteur décompressé, réalisation : Stéphane Ghez, 2016, une production Arte (« présentation », sur Arte Tv)